# Cultura da Etiópia

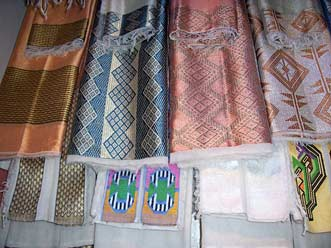
Exposição de tecidos em Addis Abeba.

A Etiópia tem uma cultura predominantemente marcada pelas religiões professadas pelos seus vários povos (pelo que é designada frequentemente como "Museu de Povos"). Local onde se cruzaram tendências religiosas judaicas, cristãs (coptas) e muçulmanas, a religião é quase sempre o ponto de referência para a produção cultural, da qual se destaca a música que recebeu influências das tribos circundantes e do Egito - como o uso de sistros e tambores deixa perceber.
A música reggae tem suas fontes a partir da cultura etíope. Quase metade da população etíope é membro da Igreja Ortodoxa Etíope.
Culturas milenares intactas e separadas por montanhas e desertos constituem a Etiópia cultural: ao norte é possível visitar inúmeros sítios arqueológicos; ao sul fica a Etiópia antropológica, onde estão diversas etnias tribais, com suas culturas locais ainda muito pouco influenciadas pela maneira ocidental de vida.
Comida muito bem temperada e variada e uma inesperada influência italiana, com direito ao mais famoso doce nas grandes cidades, o "milifoli". O café preparado à maneira etíope é torrado e moído na hora e as vendedoras colocam grãos nas brasas para o cheiro atrair os fregueses. A população é gentil, festeira e espirituosa.

## Música
A música da Etiópia é um reflexo de todos os episódios históricos e sociais, como as campanhas militares que usava a música com suas canções de vitória, que incitam o apoio a uma certa cruzada. A música é também sobre amor, com melodias maravilhosas e letras poéticas. A espiritualidade dos etíopes é expressa em forma de música. Todos esses tipos de melodias são preparados e executados usando vários instrumentos tradicionais.

### Instrumentos tradicionais
A música tradicional etíope é melhor expressa com seus instrumentos musicais, além da contribuição dos renomados vocalistas. Os instrumentos mais característicos e amplamente utilizados são o masinko , o krar , o washint , o begena , o kebero.  
O masinko é um instrumento de corda única que é uma espécie de violino feito da cauda de cavalos e um pedaço de pele. É um dos mais populares instrumentos musicais usados em toda a Etiópia e um dos elementos da música e da cultura da Etiópia. Embora pareça simples, o masinko pode, nas mãos de um músico experiente, produzir uma grande variedade de melodias. Muitas vezes é tocado por menestréis errantes, os músicos masinko profissionais tocam acompanhados por cantoras.
O krar é uma lira tradicional com cinco cordas ou seis em forma de tigela proveniente da Eritreia e Etiópia, é semelhante a kora africana
A begena ou harpa etíope é um instrumento com 10 cordas faz parte da família lira é usado principalmente para fins espirituais é conhecido como instrumentos dos nobres, monges e da classe alta da realeza por homens e mulheres begena foi usado principalmente como acompanhamento durante a meditação e a oração. Os hinos espirituais são ouvidos principalmente durante os períodos de jejum para os cristãos ortodoxos, quando as pessoas expressam sua devoção a Deus.
O washint ou a flauta é outro instrumento musical tradicional amplamente utilizado na Etiópia. É tocado por pastores etíopes enquanto pastoreia gado. A flauta de bambu geralmente tem quatro a seis buracos. A juventude etíope aprende a tocar este instrumento desde muito cedo.
O tambor etíope ou kebero é usado para acompanhar as músicas tradicionais que os etíopes tocam. O tambor enriquece a maioria das músicas, o que não seria tão interessante de se ouvir sem a batida do tambor. O tambor kebero de duas cabeças também é usado na música tradicional da Eritreia e do Sudão. Um pedaço de pele de animal é esticado sobre cada extremidade do instrumento, formando assim um membranophone. Uma versão grande do kebero também é usada na música litúrgica cristã ortodoxa etíope, enquanto versões menores são usadas em celebrações seculares. Um tipo especial de tambor conhecido como tom-tom é usado na parte sudoeste do país, na região de Gambella. A batida de tambores em geral é muito característica das músicas rápidas tocadas no sul do país, onde você tem o Kenbata, Hadiya, Gedeo.

#### Musica popular na Etiópia
A música moderna da Etiópia percorreu um longo caminho desde a sua criação durante a década de 1950. Este texto fornece uma visão geral da música popular no país do Leste Africano.
Predominantemente repleta de ritmos assimétricos com contornos melódicos e escala pentatônica (cinco notas), a música popular da Etiópia vem passando por uma evolução constante desde os seus primórdios. A antiga música folclórica, representada pelos menestréis errantes chamados de Azmaris , começou a se misturar com elementos da música ocidentais.
Ethio-Jazz
Os anos 60 foram um período de transição. Novas big bands etíopes começaram a surgir e a música urbana moderna começou a tomar forma. O surgimento dessas bandas resultou na disseminação de elementos da música ocidental entre os etíopes. Destes, o primeiro foi o teatro municipal, que passou a ser conhecido pelo nome Teatro Nacional.
A pessoa que assumiu um papel proeminente no movimento teatral e musical do teatro foi o nacional armênio Narses Nalbandian, naturalizado etíope. Nalbandian foi creditado com o lançamento da tarefa de harmonizar os sons locais com o pop ocidental, sem destruir a autenticidade da música. Ao fazer isso, ele ajudou a definir o tom da evolução do Ethio-Jazz, um híbrido das melodias pentatônicas baseadas na escala da música tradicional etíope, com harmonias de 12 notas e instrumentação da música ocidental.
O arranjador e compositor Mulatu Astatke , formado no Reino Unido e nos EUA, retornou à Etiópia em 1970 para contribuir com esse estilo já florescente. Ele trouxe seu próprio toque de assinatura reconhecível, que mais tarde merecidamente lhe valeu o título de "O Poderoso Chefão do Ethio-Jazz". Sob sua tutela, muitos profissionais de sucesso surgiram.
Nos anos 1960 e 1970, o Ethio-jazz tornou-se cada vez mais popular na Etiópia. Grandes artistas como Mahmoud Ahmed, Tilahun Gessese, Alemayehu Eshete , Girma Beyene  e Bizunesh Bekele vieram com músicas carregadas de vários temas musicais e fizeram gravações, principalmente realizadas pelo estúdio de gravação da Amha Records  . Músicos começaram a usar instrumentos ocidentais e a tentar sons inovadores. As seções de latão fizeram uma entrada na música etíope, completando a mistura. Outros instrumentos como violino, saxofone, chifre, acordeão e violão também foram adotados. Getatchew Mekurya, que tocou no Haile Selassie Theatre Band e Police Band, desenvolveu seu estilo único ao interpretar shillela, um grito de guerra furioso que os soldados gritam antes da batalha.
Após a derrubada do imperador Haile Selassie em 1974 e a introdução da ideologia socialista, a música popular que estava apenas começando e parecia prestes a passar pelo seu auge começou a enfraquecer. As grandes bandas que foram instrumentais para acender a faísca experimental desapareceram, embora alguns músicos permanecessem no país e continuassem a tocar, e bandas como a Ethio Stars e a Roha Band , ambas tocadas em vários eventos locais durante os anos 80, foram estabelecidas. . Músicos como Aster Aweke , Neway Debebe, Tsehaye Yohannes, Ephrem Tamiru e Hamelmal Abate vieram à tona, deixando uma marca indelével na música.
Na década de 1980, muitos dos principais músicos da Etiópia começaram a emigrar para o exterior, principalmente para Washington DC, nos EUA, como resultado da ruptura causada pela revolução etíope. Particularmente, duas artistas femininas destacaram-se como as lendas musicais da diáspora etíope:  Aster Aweke e Ejigayehu “Gigi” Shibabaw . Enquanto Aster alcançou a fama com o lançamento de seu álbum de 1989, Aster, na Colombia Records, Gigi lançou singles como "Abyssinia Infinite" e "Zion Roots", que foram muito aclamados. Mais tarde, Gigi juntou-se a alguns dos melhores músicos de jazz americanos, como Herbie Hancock e Wayne Shorter, levando a música etíope para o mundo

##### Música popular de hoje
Hoje, uma nova geração de músicos de etio-jazz está fazendo uma aparição na cena. Seguindo o exemplo do etio-jazz da época de ouro de Addis , os músicos contemporâneos, juntamente com os antigos mestres, estão recapturando as melodias do passado. Uma dessas bandas é o Addis Acoustic Project , atualmente liderado pelo guitarrista Girum Mezmur, que toca música instrumental dos anos 1950 e 1960. Outra é a promissora banda de fusão Ethio-jazz, como The Nubian Arc, a Zemen Band e a Express Band. Como a economia da Etiópia continua a crescer, concertos e bandas ao vivo estão se tornando cada vez mais proeminentes.
A música de Abinet Agonafir é um amálgama de diversos sons e gêneros, com canções que abordam aspectos da vida cotidiana, tanto públicos quanto pessoais. Desde que lançou seu primeiro álbum, Dibik Wubet (beleza oculta), em 2003, o ator de 40 anos tem atraído fãs por todo o país. Em 2007, ele lançou Wuleta (favor), que alcançou sucesso considerável. Em 2014, Abinet lançou seu terceiro álbum, Astaraky (mediador). Este álbum teve um sucesso ainda maior com variados humores e contos. Enquanto algumas de suas obras são gentis, simples e cheias de baladas, outras são nítidas e otimistas. Sua inventividade era evidente no single melancólico "Zim Beye", enquanto a melodia folk "Leman Beye" encontrou um lugar especial entre os fãs.
Fikeraddis está no cenário musical etíope há mais de duas décadas. Seu recente álbum Misekir, lançado em 2015, ganhou elogios da crítica e um público amplo. O álbum, fantasticamente apoiado por seu marido arranjador Abebe Berhane, oscila entre uma mistura eclética de sons e ritmos etíopes do norte e do sul. É ao mesmo tempo comovente e nostálgico. Duas de suas faixas, 'Be Medinaw' e 'Zoma', com sons únicos no violino tradicional de corda única, enquanto 'Basha Wolde' teve sucesso generalizado.
Outra estrela em ascensão é a cantora Oromo, de Washington, Abdi Nuressa. A cantora e compositora de 34 anos é uma lufada de ar fresco, combinando amor, política e capacitação. Nascido na parte ocidental da região de Oromia e criado em Addis Ababa, Abdi emigrou para os EUA ainda adolescente. Ele foi naturalmente influenciado pelas diferentes culturas às quais ele foi exposto, mas permaneceu fiel às suas raízes, como claramente visto em sua música. Ele começou sua carreira de cantor fazendo covers de clássicos antigos de Oromo, como os de Ali Birra . Seu álbum de estreia, Iree Adda , foi lançado no final de julho de 2009, marcando sua chegada à cena musical. O álbum, com um subtítulo em inglês The Power of Culture, pode ser visto como uma declaração política e uma expressão do anseio de retornar às suas raízes. Os ritmos fortes e enérgicos, retirados da tradição Oromo, se misturam de maneira sutil com os sons do reggae, funk, folk e hip-hop.
Uma música em particular nesse álbum, 'Ayyaana Laalattu' (Afan Oromo para 'oportunista'), colocou Abdi Nuressa no mapa. Atravessando a barreira da língua, a música foi um grande sucesso tanto na Etiópia como no exterior, entre pessoas que falam a língua e outras que não falam. Isso provou o argumento da estrela de que "se nós, artistas Oromo, pudermos oferecer música de qualidade, a linguagem nunca poderá ser uma barreira, especialmente em nosso tempo".
Jano Band é atualmente um dos principais artistas da Etiópia, uma banda completa em um momento em que muitas gravações são carregadas com sons sintetizados. A banda foi formada em 2011 em Addis Ababa pelo veterano gerente musical Addis Gessesse. A banda tem a ambição de transformar a música tradicional da Etiópia e fundir com os sons do rock 'n roll. O seu álbum de estreia Ertale foi lançado em 2012. A turnê da banda em diferentes partes do país, assim como nos EUA em 2015, atraiu uma tremenda atenção. No início de 2016, a banda excursionou pela Europa, atuando em Oslo, Genebra, Roma, Basel e Milão. Enquanto o público espera ansiosamente pelo segundo álbum, o single 'Darigne' já está recebendo feedback positivo. Os tons quentes, movimentos de dança vivazes e o vocalista feminino do grupo (com uma voz a combinar) o impulsionaram para a melhor escolha na TV local e no YouTube.
Michael Belayneh faz parte de uma nova geração de jovens artistas e se tornou um concorrente imediato na indústria da música etíope. Seu segundo álbum afekeot ena Fiker  (anseio e amor) saiu em 2015 e fez dele um sucesso em casa e entre a diáspora. Michael escreve a maioria de suas letras, com o resto vindo de poetas bem estabelecidos. Ao contrário de outros artistas etíopes de sucesso que tendem a migrar para os EUA, Michael optou por ficar em seu país natal, onde ele está na vanguarda de sua cena musical ao vivo, tocando todos os sábados no African Jazz Village do Ghion Hotel em Addis.
Com sede em Dallas, nos Estados Unidos, o músico etíope Abby Lakew é um bom exemplo do caldeirão de culturas que influenciam grande parte de sua identidade musical. Seu álbum Manale de 2007 é composto de sintetizadores duros e batido agudas com a pulsante influência etíope logo abaixo da linha de baixo. Abby não lançou um álbum de material novo desde então, mas a primeira de duas novas músicas de sua próxima coleção chegou recentemente: a contagiante 'Yene Habesha' e 'Befikir Eskista'. 'Yene Habesha' a vê trazendo seu próprio gosto e sensibilidade para a música etíope e o vídeo da música já conquistou mais de nove milhões de visualizações. O segundo álbum de Abby é esperado em algum momento

## Religião
Cerca de 43% da população é cristã dividida em católicos que são 0.8%, protestantes que são 19% e ortodoxos que é 43%. A outra religião predominante é o Islã com 34,6%. A Igreja Ortodoxa da Etiópia, que é o maior grupo religioso, é sobretudo predominante nas regiões de Tigray e Amhara, e em algumas partes de Oromia. Por sua vez, os muçulmanos sunitas, que representam aproximadamente um terço de todos os etíopes, são dominantes nas regiões de Oromia, Somali e Afar. Os cristãos evangélicos e pentecostais representam cerca de 9% de todos os etíopes e estão, sobretudo representados no sudoeste do país.

## Idioma
De acordo com o Ethnologue , existem noventa línguas individuais faladas na Etiópia. A sua língua principal é Amharic. Idiomas imigrantes na Etiópia Maay, Sudanese Spoken Arabic. O número de idiomas individuais listados para a Etiópia é 90. Destes, 88 estão vivos e 2 estão extintos. Das línguas vivas, 85 são indígenas e 3 não indígenas. Além disso, 43 são institucionais, 13 estão em desenvolvimento, 16 são vigorosos, 11 estão com problemas e 5 estão morrendo.

## Culinária
A cozinha etíope é feita a partir de uma grande variedade de pratos e entradas com legumes e carne, muitas vezes preparados como um guisado chamado wat. É um ensopado picante quente acompanhado de injera (grande esponjosa panqueca tradicional feita de água e a farinha de tef,f fermentada em água durante 2-3 dias e depois assados numa chapa de ferro ou numa placa de barro ). Teff é um cereal comum na Etiópia e na Eritreia, mas pouco conhecido em outras partes do mundo exclusivo para o país e é cultivado em terras altas da Etiópia. Existem muitas variedades de wat, por exemplo, frango, carne, cordeiro, legumes, lentilhas e chão de ervilhas cozidas com tempero quente chamado berbere .
Berbere é feito de pimenta vermelha seca, ervas, especiarias, cebolas secas, alho seco e sal ingredientes. Wat é servido, colocando-o em cima a injera , que é servido em um mesob (bandeja grande cesta). O alimento é comido com os dedos por arrancar um pedaço de injera e mergulhando-o no wat.
A comida tradicional da Etiópia geralmente não contém carne de porco ou frutos do mar (exceto peixe), já que a maioria dos etíopes, ao longo da história, aderiu às crenças do Islã, da Igreja Ortodoxa Etíope ou, em menor medida, o judaísmo, que todos proíbem o consumo de carne de porco. As quartas e sextas-feiras, exceto os 50 dias entre a Páscoa e Pentecostes, o jejum dos profetas, o jejum de Nínive, Quaresma, o jejum dos apóstolos e o jejum da Santa Virgem Maria. De acordo com a crença da Igreja Ortodoxa Etíope, os fiéis devem abster-se de comer carne e derivados de animas para alcançar o perdão dos pecados cometidos durante o ano e passam por um rigoroso horário de orações e expiação.
As refeições vegetarianas, como lentilhas, ervilhas de chão, grãos, frutas, variedades de ensopado de legumes acompanhada de injera e/ou pão são comidas somente durante os dias de jejum. Produtos de carne e derivados de animas são comidos só no deleitando-se dias ou seja, Natal, epifania, Páscoa. Etíope Tewahedo Christians ortodoxos, judeus e muçulmanos não comem carne de porco como proibido por suas crenças religiosas.

## Bebidas
A bebida preferida de muitos etíopes é bunna (café). Bunna na Etiópia em um modo único e tradicional, conhecido como uma "cerimônia de café". Primeiro o café torrado, então moído e colocado em um Jebena (cafeteira) com água fervente. Quando estiver pronto é então servido para as pessoas em pequenos copos, até três vezes por cerimônia.
Outras localmente produzidas bebidas são chai (chá), tej (hidromel) e tella (cerveja artesanal) Nas cidades. Tente também o machiato, café de leite herdado de italianos. É recomendado não beber água da torneira. Compre facilmente bebidas encapsuladas.  tella e tej, que são servidos em grandes festivais religiosos, dias santos e casamentos. Tella e tej também são vendidos por inúmeras casas comerciais designadas por todo o país.

## Esporte
O atletismo é o esporte mais bem-sucedido da Etiópia, no qual eles ganharam muitas medalhas nos Jogos Olímpicos A Etiópia participou pela primeira vez dos Jogos Olímpicos em 1956. A Etíopes ganhou um total de 38 medalhas, todas no Atletismo. Também o futebol é bem popular na Etiópia.

## Mídia
A mídia de massa na Etiópia consiste de rádio, televisão e Internet, que permanecem sob o controle do governo etíope, assim como jornais e revistas privado. Há nove estações de transmissão de rádio, oito da manhã e uma de ondas curtas, licenciadas para operar. De acordo com a política do governo, as transmissões de rádio ocorrem em vários idiomas, incluindo o amárico, Afaan Oromo, Tigrigna e muito mais. A Etiópia tem o primeiro filme de sci-fi “crumbs” é um filme especialmente da Etiópia é sobre o apocalipse ocidental dirigido por Miguel Llansó lançado no ano de 2015.